# Championnats d'Europe de char à voile 2010
Navigation
2009 2011
Les 46e championnats d'Europe de char à voile 2010, organisés par le pays hôte sous l'égide de la fédération internationale du char à voile, se sont déroulés à La Panne en Belgique du 9 au 15 octobre 2010. Ce sont aussi les 12e championnats du monde de char à voile,.

## Podiums
| Épreuve            | Or               | Argent                | Bronze              |
| ------------------ | ---------------- | --------------------- | ------------------- |
| Classe 2           | Ludovic Wasselin | Henri Demuysere       | Alexander Maere     |
| Classe 3           | Olivier Imbert   | Hans-Werner Eickstadt | Ivan Ameele         |
| Classe 5 sport     | Alban Morandiere | François Papon        | Aurélien Morandière |
| Classe Standart    | Yann Demuysere   | David Denut           | François Garnavault |
| Classe 5 promo     | Victor Artus     | Augustin Descure      | Quentin Alvarez     |
| Classe 8 kitebuggy | John Jansen      | Stéphen Schapman      | Arjen Van Der Tol   |

| Épreuve            | Or                                | Argent           | Bronze         |
| ------------------ | --------------------------------- | ---------------- | -------------- |
| Classe Standart    | Marie-Christine Ribaud de Gineste |                  |                |
| Classe 3           | Hélène Cazier                     |                  |                |
| Classe 5 Sport     | Olivia Lys                        | Jeanne Zom       |                |
| Classe 5 Promo     | Hélène Dodier                     | Clémence Lambert | Sara Teirlynck |
| Classe 8 kitebuggy | Carien Van der Meulen             | Annika Grab      | Stefanie Mohr  |

## Tableau des médailles par nation
| Rang | Nation    | Or | Argent | Bronze | Total |
| ---- | --------- | -- | ------ | ------ | ----- |
| 1    | France    | 4  | 4      | 3      | 11    |
| 2    | Belgique  | 1  | 1      | 2      | 4     |
| 2    | Pays-Bas  | 1  | -      | 1      | 2     |
| 4    | Allemagne | -  | 1      | -      | 1     |

| Rang | Nation    | Or | Argent | Bronze | Total |
| ---- | --------- | -- | ------ | ------ | ----- |
| 1    | France    | 4  | 1      | -      | 5     |
| 2    | Pays-Bas  | 1  | 1      | -      | 2     |
| 3    | Allemagne | -  | 1      | 1      | 2     |
| 4    | Belgique  | -  | -      | 1      | 1     |